# ...som havets nakna vind
…som havets nakna vind är en svensk komedi- och dramafilm från 1968 i regi av Ulf Palme och Gunnar Höglund. I rollerna ses bland andra Hans Gustafsson, Lillemor Ohlson och Barbro Hiort af Ornäs.

## Handling
Den unge Leander är en lyckad student i Schweiz, men på det erotiska området går det desto sämre. Han reser tillbaka till Sverige och tillbringar sommaren på sin mors herrgård i en Östersjövik. Där vänder den erotiska lyckan och träffar han en rad kvinnor med vilka han har sexuellt umgänge.

## Rollista
- Hans Gustafsson – Leander, musikstuderande
- Lillemor Ohlson – Mejt, hans halvsyster
- Barbro Hiort af Ornäs – Aida, hans mor, änka
- Gudrun Brost – Torinna, hans moster, konstnär
- Anne Nord – Gärda
- Ingrid Swedin – Susanne
- Barbro Hedström – Lola
- Gio Petré – Susannes moster
- Birger Malmsten – Susannes morbror
- Siw Mattson – Aino, hembiträde
- Stephan Karlsén – Ture, fiskare
- Chris Wahlström – bondmora
- Ann Andersson – Agnes, hennes dotter
- Charlie Elvegård – Adolf, hennes son
- Ulf Tistam – pastorn
- Gun Falck – Claudette
- Thomas Ungewitter – bordellbesökare
- Willy Koblanck – Jacobowski, musikprofessor
- Sten Sture Modéen – Lolas far

## Om filmen
Filmen bygger på en roman med samma namn av Gustav Sandgren och han skrev även filmens manus tillsammans med Höglund. Filmen spelades på tre olika platser (Nacka, utanför Trosa och i Schweiz) mellan maj och juli 1968. Fotograf var Lasse Björne och klippare Lars Hagström. Originalmusik komponerades av Bengt-Arne Wallin och i övrigt användes musik av Wolfgang Amadeus Mozart och Max Bruch. Filmen premiärvisades den 8 november 1968 på biografen China i Stockholm. Den var 103 minuter lång, i färg och var tillåten från 15 år.
Filmen blev uppmärksammad för dess samlagsscener. Statens biografbyrå stoppade den några dagar innan premiären och åberopade som anledning ett eventuellt pornografiskt innehåll. Granskningen kom emellertid fram till att filmen lämpade sig för vuxenvisning. Censurens åtgärd kom att leda till en betydande publicitet i pressen och filmen gick bra i Sverige. Den såldes vidare till ett 40-tal länder, bland annat till USA där den fick titeln One Swedish Summer och till Storbritannien, där den kallades As the Naked Wind from the Sea.

## Mottagande
Filmen fick genomgående ett negativt mottagande där samlagsscenerna var det som vållade mest kritik. Kritikern Jurgen Schildt kallade exempelvis filmen för "Porr i sjumilastövlar" och fortsatte "Ska man hitta någonting användbart i Gunnar Höglunds film får man böka med nosen som ett svin efter tryffel." Recensenten Carl-Henrik Svenstedt beskrev filmen som ett "eländigt kolportage" och "svårsmält filmpannkaka", där "skådespelarinsatserna är under all kritik".